# بطولة كاريوكا 1912
بطولة كاريوكا 1912 هو موسم من بطولة كاريوكا. فاز فيه بوتافوغو ريغاتاس.